# 加藤友介
加藤 友介（かとう ゆうすけ、1986年2月13日 - ）は大阪府出身の元サッカー選手。ポジションはミッドフィールダー、フォワード。

## 来歴
中学時代には地元のガンバ大阪ジュニアユースチームのセレクションを受けたが、合格はできなかった。中学2年生の夏休みにアルゼンチンのCAウラカンのU-14チームに短期留学。2004年、刀根山高校卒業後に、留学時代のツテでアルゼンチンへと渡り、ウラカンのU-18チームに所属する。
2005年にはU-20チームへと順調に昇格し、2006年10月に当時プリメーラB（2部リーグ）所属だったウラカンのトップチームに昇格。
2007年4月12日のタジェレス戦では決勝点をマークするなど、チームのプリメーラA（1部リーグ）復帰に貢献。
同年8月5日の2007-08シーズン開幕戦アルセナルFC戦で後半32分から途中出場。ボカ・ジュニアーズに在籍していた高原直泰以来となるアルゼンチン1部リーグでプレー経験のある日本人選手となった。2008-09シーズンはプリメーラC（3部リーグ）のデフェンソーレス・ベルグラーノにレンタル移籍していたが、給料未払いなどの問題があって退団し、2009年11月に日本に帰国した。
2009年12月、Jリーグ・ベガルタ仙台の練習に参加するも、契約には至らず、2011年よりJFLのMIOびわこ草津に入団。
同年限りでMIOびわこ草津を退団し、翌2012年よりインド・IリーグのデンポSCに移籍した。
2012年、タイ・プレミアリーグ（1部）のBECテロ・サーサナFCに移籍。
2013年、タイ・ディヴィジョン1リーグ（2部）のナコーンラーチャシーマーFCに移籍すると、同リーグで得点ランキング7位タイの15得点を記録した。
2014年、タイ・プレミアリーグ（1部）のサムットソンクラームFCに2年契約で移籍したことが発表された。
2017年、プミポン国王死去によるタイの経済状況悪化により、香港プレミアリーグ・南華足球隊へ移籍し、半年プレー。その後、インドネシアのグレシック・ユナイテッドFCで半年プレーした。
2018年はモンゴルのFC墨田ウランバートルでトーナメント戦のみプレーする短期契約を結び、シーズン残りをバングラデシュ・プレミアリーグのムクチョッダ・サンサドKSでプレー。
2019年からは同リーグのシェイク・ジャマル・ダンモンディ・クラブに在籍。
2021年に再びムクチョッダ・サンサドKSに復帰したが、開幕前にオーナーが権利を放棄したためキャプテンとして資金集めに奔走。さらにクラウドファンディングも実施、結果的に開幕前までに年間運営費用の8割が補填された。
2021年限りで現役を引退し、引退後はタイに移住してサッカースクールのコーチに就任することをブログで発表した。

## 所属クラブ
ユース経歴
- 2001年 - 2003年  大阪府立刀根山高等学校
- 2004年 - 2005年  CAウラカンU-18
- 2005年 - 2006年10月  CAウラカンU-20

プロ経歴
- 2006年10月 - 2009年  CAウラカン
  - 2008年 - 2009年  デフェンソーレス・ベルグラーノ (en)  (レンタル移籍)
- 2011年  MIOびわこ草津
- 2012年  デンポSC
- 2012年  BECテロ・サーサナFC
- 2013年[8]  ナコーンラーチャシーマーFC
- 2014年  サムットソンクラームFC
- 2015年  BBCU FC
- 2016年  ウドーンターニーFC
- 2016年  アーントーンFC
- 2017年  南華足球隊
- 2017年  グレシック・ユナイテッドFC
- 2018年  FC墨田ウランバートル
- 2018年  ムクチョッダ・サンサドKS
- 2019年 - 2020年  シェイク・ジャマル・ダンモンディ・クラブ
- 2021年  ムクチョッダ・サンサドKS